# رستم گرگانی
رستم گرگانی پزشک ایرانی میانه قرن ۱۶ میلادی بود که در هند زندگی می کرد.
رستم پزشک مخصوص دو تن از سلاطین دکن بود، ملک احمد شاه اول(۱۵۱۰-۱۴۹۰ میلادی) و برهان شاه اول(۱۵۵۳-۱۵۱۰)و در شهر احمدنگر در فلات دکن در هند زندگی می نمود. نام او نشان دهنده ایرانی بودنش است و اصلیت او را که از گرگان واقع در استان گلستان کنونی ایران است نشان می دهد.
مهمترین اثر رستم گرگانی دخیره نظامشاهی است. او این اثر را به نظام شاه دکن تقدیم کرده است ذخیره نظام شاهی در بیست باب درباره خواص گیاهان دارویی و درمان بیماری ها ست. کتاب دیگر او رساله حمیات است که در باره انواع تب ها است.
از القاب رستم گرگانی می توان به رستم جرجانی و ملا رسام جرجانی و میرزا رستم اشاره کرد.